# Alogia
Alogia је српски хеви метал бенд основан 2000. године у Смедереву.

## Историја
Бенд су 2000. године основали браћа Мирослав и Срђан Бранковић, гитариста. Осталу поставу чинили су Дамир Аџић (бубњеви), Иван Васић (бас гитара) и Бранислав Дабић (клавијатуре). Током 2001. године, бенду су се придружили певачи Ивица Лауш и Никола Мијић, победници конкурса певачког програма Радио-телевизије Србије 3К дур. Први албум бенда Приче о времену објављен је у фебруару 2002. године преко издавачке куће One Records. Након што је албум издат, бенду се придружио и други клавијатуриста Владимир Ђедовић.
Током 2003. године бенд је направио паузу због војних обавеза Васића и браће Бранковић. Године 2004. бенд је започео снимање свог другог студијског албума. У августу 2004. године потписали су говор са страним извођачем Locomotive Music. У септембру 2004. године бенд је издао свој други албум под називом Приче о животу, под окриљем издавачке куће One Records.
Бенд је 2005. године издао албум Secret Spheres of Art за страно тржиште. Албум се састоји од песама са првог албуму, које су одрађене на енглеском језику.
Године 2006. група је објавила албум Приче о времену и животу уживо у СКЦ-у. Гости на албуму били су гитариста Дивљих јагода Сеад Липовача, гитариста Рибље Чорбе Видоја Божиновић, бубњар Мирослав Милатовић Вицко, вокалиста Кербера Горан Шепа и гитариста бенда Освајачи Драган Урошевић. Бенд је 6. марта 2006. године наступао као предргрупа бенду Apocalyptica у београдском Студентском културном центару. Заједно са групом Краљевски апартман, 30. јула 2006. године наступали су као предгрупа бенду Whitesnake на СРЦ Ташмајдан.
Године 2010. бенд се појавио на албуму Време бруталних добронамерника, заједно са осталих шестаест бендова, који су снимили песме Милана Б. Поповића. Бенд је учествовао са песмом Издаја (Ја бих да одморим душу), коју су снимили са певачицом и гитаристкињом Слађаном Милошевић.
Бенд је 4. марта 2012. године издао свој четврти студијски албум Приче о сновима. На албуму су се појавила два нова члана бенда Владимир Ранисављевић (бас гитара) и Мића Ковачевић (бубњеви). На албуму су учествовали и Вукашин Брајић на песми Од свега уморан и Дин Клеа на песми Наша истина. На овом албуму бенд је представио мекши и мелодичних хард рок звук у односу на претходна издања, што је изазвало углавном негативне реакције публике.
У септембру 2014. године бенд је објавио албум Elegia Balcanica. Албум су најавили синглови Elegia Balcanica, објављен у октобру 2014. године и сингл Време је из јануара 2014. године. Током јануара 2014. године бенд је снимио песму Висантиа. Албум Live And Loud With Orchestra ‎ је изашао 2017. године.
Маја 2020. године издат је најновији албум бенда Alogia, под именом Semendria. На албуму су гостовали Mark Boals, Tim "Ripper" Owens и Fabio Lione.

## Дискографија

### Студијски албуми
- Приче о времену (2002)
- Приче о животу (2004)
- Secret Spheres of Art (2005)
- Приче о сновима (2012)
- Elegia Balcanica (2014)
- Live And Loud With Orchestra (2017)
- Semendria (2020)

### Уживо албуми
- Приче о времену у животу Уживо у СКЦ-у (2006)

### Видео албуми
- Приче о времену у животу Уживо у СКЦ-у'' (2007)

### Гостовања на албумима
- "Издаја (Ја бих мало да одморим душу)" (са Слађаном Милошевић; Време бруталних добронамерника; 2010)